# Noah Hickey
Noah Hickey (* 9. Juni 1978 in Auckland) ist ein ehemaliger neuseeländischer Fußballspieler.

## Vereinskarriere
Hickey debütierte 15-jährig beim neuseeländischen Klub Central United. 1997 wurde er als Neuseelands Young Player of the Year ausgezeichnet und gewann mit Central United den prestigeträchtigen Chatham Cup, wobei er beim 5:0-Finalerfolg gegen Dunedin Technical zwei Treffer beisteuerte. 1999 schloss er sich den neu gegründeten Football Kingz an, die als neuseeländischer Vertreter an der australischen National Soccer League (NSL) teilnahmen. 2001 wechselte er nach Finnland zu Tampere United, mit denen er in seinem ersten Jahr den Meistertitel errang und bei denen zum damaligen Zeitpunkt mit Lee Jones bereits ein Neuseeländer unter Vertrag stand. Dort erlebte er auch nach eigenen Angaben sein denkwürdigstes Spiel, als er im Derby gegen Haka Valkeakoski den 1:0-Siegtreffer mit der Hand erzielte.
Anfang 2004 kehrte er nach Neuseeland zurück und bestritt noch einige Spiele für die Football Kingz in der NSL, die anschließend aufgelöst wurde. Die folgenden Monate verbrachte er bei Waitakere United, ehe er 2005 zu den Kingz zurückkehrte, die nun unter dem Namen New Zealand Knights in der neu geschaffenen Profiliga A-League antraten. In beiden Spielzeiten belegte er mit den Knights den letzten Tabellenplatz, in der ersten Saison konnte das Team nur 6 Punkte aus 21 Spielen holen.
Seit 2007 spielt er in einer regionalen Spielklasse Neuseelands für Gisborne City.

## Nationalmannschaft
Hickey gab im Mai 1997 bei einer 0:1-Niederlage gegen Papua-Neuguinea sein Länderspieldebüt. 2003 nahm er mit der neuseeländischen Nationalelf am FIFA-Konföderationen-Pokal 2003 in Frankreich teil und kam in allen drei Vorrundenpartien zum Einsatz. Nach einer Südamerikareise der Nationalmannschaft erklärte er seinen Rücktritt vom Profisport. Als Grund nannte er unter anderem, dass sich das Verhältnis zu Ricki Herbert, Trainer der Nationalmannschaft und der Wellington Phoenix (von denen ihm ein Vertragsangebot vorlag), während der Länderspielreise verschlechterte.